# Hondzsok

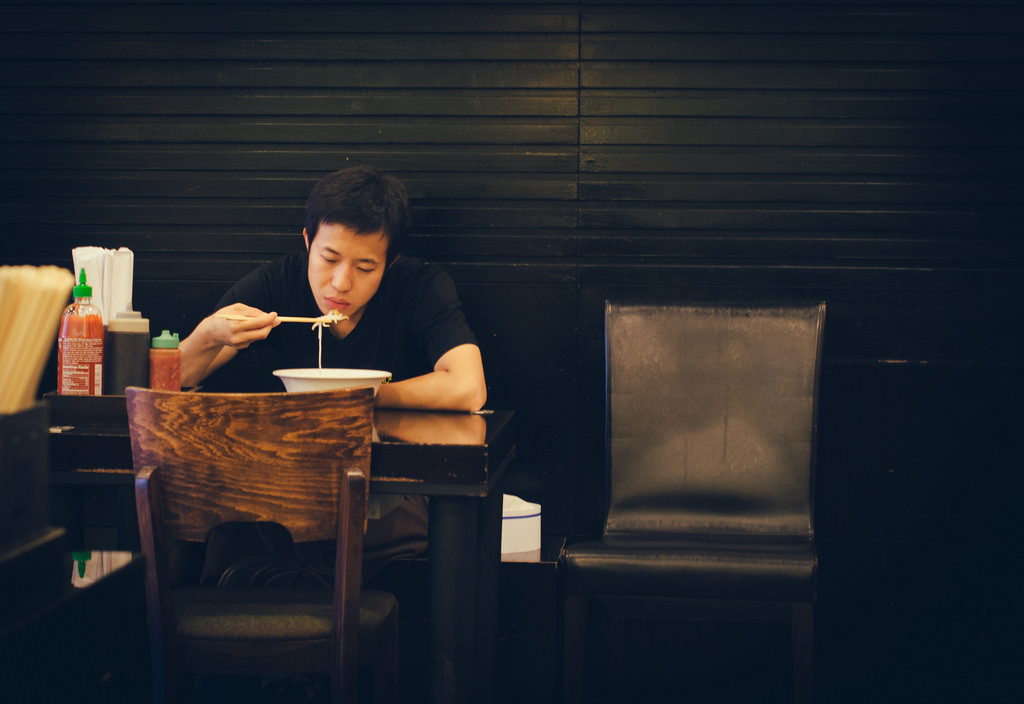
Honbap, egyedül étkezés

A hondzsok (hangul: 혼족, handzsa: 혼族, RR: Honjok) dél-koreai kifejezés azokra az emberekre, akik saját indíttatásból egyedül végzik tevékenységeiket. A kifejezést 2017-ben népszerűsítették, amikor Dél-Koreában megnőtt az egyedül étkező, ivó, utazó és egyéb tevékenységeket végző emberek száma. A hondzsok (honjok) életmódot „jelentős eltávolodásnak” tekintik Dél-Korea hagyományosan csoportorientált társadalmától.

## Meghatározás
A hondzsok (honjok) új kifejezés, amelynek használata fokozatosan nőtt 2010 óta, amikor az egyszemélyes háztartások száma növekedni kezdett. Olyan személyre vonatkozik, aki magányos tevékenységet folytat, például egymagában étkezik, egyedül élvezi a szabadidős tevékenységeket, vásárol, utazik stb. Nem egyenlő a begubózva éléssel.
Felosztható az alábbiakra: honbap, honszul (honsul) és honnol. A honbap az egyedül étkezés, például ha valaki elégedettséget érez azáltal, hogy egyedül keres és választ éttermet és étkezik. A honnol azokra az emberekre vonatkozik, akiket nem zavar a hagyományos értelemben vett magányosság, és egyedül kívánják eltölteni szabadidejüket. A honszul (honsul) azt jelenti, hogy valaki egyedül iszik egy bárban anélkül, hogy törődne a többiekkel.

## Elterjedtsége

### Honbap
A honbap kultúra iránti növekvő érdeklődés megnövelte az ilyen vendégeket célzó éttermek számát. Amint a rizskultúra népszerűvé vált, a honbapot hat szintre osztották: 1. szint: kisbolt; 2. szint: menza vagy kávézó; 3. szint: gyorsétterem; 4. szint: normál étterem; 5. szint: családi étterem; és 6. szint: kocsma vagy barbecueétterem.
Az Embrain statisztikai adatai szerint a honbap oka az emberek 36,8% százalékánál az, hogy nincs más, akivel az adott időben együtt étkezhetne; 35,6%-nak nincs ideje, 23,8% pedig jól érzi magát egyedül.

### Honnol
A honnolnak sokféle típusa van. Vannak például, akik egyedül szeretnek karaokét énekelni, számukra elérhetők például pénzbedobós karaokégépek külön szobában, ahol nem kell másokkal osztozniuk. Az egyszemélyes háztartások számának növekedésével 2016 és 2017 között a karaoke szobák száma 70%-kal nőtt. Másvalakik egyedül szeretnek filmeket nézi; ilyenkor maguk választhatnak helyet, és a saját ízlésük szerint fogyaszthatnak harapnivalókat. A statisztikák szerint az emberek azért néznek egyedül filmet, mert a másokhoz való alkalmazkodást nehézkesnek ítélik (48,2%), jobban bele tudják élni magukat (49%), vagy egyszerűen csak egyedül szeretnek lenni (38,8%).

### Honszul(Honsul)
A Koreai Élelmiszer- és Gyógyszerügyi Hivatal által közreadott statisztikák azt mutatják, hogy az emberek a következő helyszíneken szeretnek egyedül alkoholt fogyasztani: otthon (85,2%), kocsmában (7,2%) és étteremben (5,2%). A honszul (honsul) okaként a kényelmet (62,6%), a stressz levezetését (17,6%) jelölték meg a legtöbben. Az emberek 47,8%-a havonta egyszer-kétszer iszik egyedül, 30,4%-a hetente egy-két alkalommal, 10,1%-a havonta három-négyszer, 8,4%-a hetente három-négy alkalommal, 3,2%-a naponta.

## Háttér

### Társadalmi okok

#### Közönyösség az emberi kapcsolatokban
Növekszik azoknak a fiataloknak a száma, akik felhagynak kapcsolataikkal az egyre növekvő versengés, az elhelyezkedési nehézségek és az életnehézségek miatt. Ezek a fiatalok nem áldoznak időt feleslegesnek ítélt emberi kapcsolatok fenntartására, és nem érzik szükségét újak alapítására; próbálják elkerülni a sok embert érintő találkozókat. Közrejátszik a stressz is.
Egy felmérés szerint, amely a 20-as éveikben járó diákok emberi viszonyainak felfogását és valóságát kutatta, a hallgatók 50,1%-a válaszolt úgy, hogy „szándékosan kerülöm a találkozást olyan emberekkel, akiket nem ismerek vagy elsőre nem szimpatikusak”, míg 41,7% válaszolta, hogy „szorongást érzek, ha a beszélgetést félbeszakítják”. Úgy vélik, hogy jobb egyedül lenni, mint emberi kapcsolatokat fenntartani. A kifejezések használata drámaian megnőtt: 2010-ben a honszul (honsul) szót csak 14-szer említették, 2016-ban már 27 778 alkalommal, a honbap szót 2010-ben még csak hatszor, hat évvel később pedig már több mint 6000 alkalommal.

#### Az egyszemélyes háztartások számának növekedése
Az egyszemélyes háztartás azt jelenti, hogy a benne élő saját élete minden kérdését egyedül oldja meg. A Koreai Nemzeti Statisztikai Hivatal adatai szerint ezek száma 1990-ben a háztartások mindössze kilenc százalékát tette ki, de 2010-ben elérte a 24%-ot, 2020-ra pedig a 30%-ot. Ennek oka, hogy a hagyományos családi kapcsolat gyorsan szétesik, ahogy a népesség öregszik és a születési arány csökken. 2015-ben az egyszemélyes háztartások 36,9%-át 39 évesnél fiatalabb személy vezette, 33,2%-át 40–59 év közötti, több mint 30%-át 60 év feletti vezette. 2045-re a 60 év felettiek egyszemélyes háztartásának számát illetően 54%-os emelkedést jósolnak. Tízből hat egyetemistának nem jelent problémát magányosan élni, és sokan részesítik előnyben az egyszemélyes háztartást.

### Kulturális okok

#### A látásmód változása
A Koreai Nemzeti Statisztikai Hivatal által közzétett 2015-ös koreai társadalmi trendek szerint a 15 évesnél idősebb koreaiak mintegy 56,8%-a inkább egyedül tölti szabadidejét; a válaszadók mindössze 8,3%-a mondta, hogy inkább barátaival tölti azt. Még azok is, akiknek sok barátjuk van, szeretik az egyedüllétet; könnyebb számukra egyedül csinálni, amit szeretnek, ahelyett hogy stresszes helyzeteknek tennék ki magukat, amikor a barátaikkal kell egyeztetni. Az emberek felfogása is hozzájárul a tendenciához; egy idő után úgy vélik, hogy a honnol nem elítélendő társadalmi viselkedés. Arra a kérdésre, hogy kellemetlen-e egyedül dolgozni, a huszonévesek 74,7% nemet mondott. Ez annyit jelent, hogy a huszonéves korosztályban négy ember közül három nem bánja, ha egyedül kell elvégeznie feladatait.

#### Média
Mivel a hondzsok (honjok)ot előnyben részesítők száma növekszik, a műsorszolgáltatók egyre több olyan műsort és televíziós sorozatot sugároznak, melyekben szerepel ez a fajta életmód. A szereplőket magány veszi körül és együttérzést keltenek a nézőben. Az egyedülléttel kapcsolatos negatív felfogások és cselekedetek (kirekesztés, zaklatás) mind inkább idejétmúlttá válnak, a magányt felszabadult és racionális dologként mutatják be, így hozzájárulnak a hondzsok (honjok) életstílus terjedéséhez.

## Fordítás
Ez a szócikk részben vagy egészben  a   Honjok című angol Wikipédia-szócikk ezen változatának fordításán alapul.  Az eredeti cikk szerkesztőit annak laptörténete sorolja fel. Ez a jelzés csupán a megfogalmazás eredetét és a szerzői jogokat jelzi, nem szolgál a cikkben szereplő információk forrásmegjelöléseként.